# Victor Andrade
Victor Andrade Santos (* 30. September 1995 in Aracaju) ist ein brasilianischer Fußballspieler. Er steht seit Sommer 2023 bei EC Juventude unter Vertrag.

## Persönliches
Victor Andrade wurde 1995 in Aracaju in Brasilien geboren. Sein Patenonkel ist der frühere Weltstar Robinho.

## Karriere
Er spielte seit seiner frühen Jugend beim FC Santos. Als 12-Jähriger ging er nach Portugal zum Traditionsverein Benfica Lissabon, bevor er 2008 zum FC Santos zurückkehrte. Im Alter von 16 Jahren unterschrieb Andrade seinen ersten Profivertrag und kam am 6. Juni 2012 zu seinem Debüt in der Série A. In den folgenden Wochen machte er mehrere Kurzeinsätze und wurde am 8. Juli zum ersten Mal von Beginn an eingesetzt. Genau einen Monat später erzielte er seinen ersten Treffer für die Profimannschaft bei einem Spiel gegen Cruzeiro. Insgesamt wurde er während seiner ersten Profisaison 19-mal eingesetzt, machte drei Tore und gab zwei Torvorlagen. Mit seinem Klub gewann er im Herbst 2012 die Recopa Sudamericana, wobei er bei den Finalspielen gegen Universidad de Chile nicht eingesetzt wurde.
Im Juli 2014 – keine drei Monate vor Vertragsende – kehrte er zu Benfica Lissabon zurück. Dort unterschrieb er einen Fünfjahresvertrag. Die Ablösesumme lag brasilianischen Medienberichten zufolge bei etwa 800.000 Euro. In der ersten Saison in Portugal kam er noch ausschließlich für das zweitklassige Benfica B zum Einsatz. Dabei absolvierte er 32 Spiele, in denen er vier Tore erzielte. Zur Saison 2015/16 wurde er in die erste Mannschaft befördert. Seinen Einstand gab er am 16. August 2015 gegen GD Estoril Praia. Er lief in der Liga aber nur dreimal für die erste Mannschaft auf. Die Mehrzahl seiner Spiele bestritt er weiterhin für die zweite Mannschaft.
Daraufhin wurde er in der Winterpause der Saison 2015/16 an den Ligakonkurrenten Vitória Guimarães verliehen.
Zur Spielzeit 2016/17 wurde Andrade an den deutschen Zweitligisten TSV 1860 München verliehen. Am 22. September 2016 erzielte Andrade sein erstes Tor für den TSV 1860 München bei einem Auswärtsspiel gegen den FC St. Pauli. Nachdem er in der 77. Minute eingewechselt worden war, erzielt er eine Minute später den Treffer zum 2:2 Endstand.
Nach Beendigung der Saison verließ Andrade den Klub wieder, wurde aber erneut ausgeliehen. Er kam für die Spielzeit 2017/18 zu GD Estoril Praia. Nachdem der Spieler weiterhin keine Rolle in den Kaderplanungen von Benfica gespielt hatte, kehrte er im Juli 2018 auf Leihbasis in seine Heimat zurück. Hier erhielt er einen Kontrakt bei Chapecoense. Der Kontrakt erhielt eine Laufzeit über ein Jahr und wurde bis Jahresende 2019 verlängert.
Im Januar 2020 wechselte Andrade zum Goiás EC. Hier erhielt er ein Einjahresvertrag. Im Anschluss wechselte Andrade nach Südkorea zum Suwon FC. Mit nur zwei Ligsspielen im Gesäck, kehrte er bereits im Juni des Jahres wieder in seine Heimat zurück. Dort kam er zum Clube do Remo. Mit dem Klub trat er noch in der Série B 2021 an (23 Spiele, kein Tor). Am Ende der Saison musste der Klub als 17. absteigen.
Zur Saison 2022 wechselte Andrade zum Vila Nova FC. Der Kontrakt wurde bis zum Ende der Série B 2022 im November des Jahres befristet. Im Juni des Jahres verletzte er sich schwer an Knie und Bändern, so dass er für den Rest des Jahres ausfiel. Trotzdem erhielt er im November eine Vertragsverlängerung für die Saison 2023.
Im Sommer 2023 wechselte Andrade zum EC Juventude.

## Spielweise
Andrade, der auf eine Körpergröße von 1,77 m kommt, wird in Brasilien aufgrund seiner Statur und seiner Spielweise häufig mit Neymar verglichen. Seine größte Stärke ist seine Schnelligkeit. Seine bevorzugte Position ist der Flügel.

## Erfolge
Santos
- Recopa Sudamericana: 2012